# Avia B-534
Avia B-534 byl československý jednomotorový stíhací dvouplošník z období mezi světovými válkami. Celkové přezbrojení stíhacího letectva na tento typ začalo na podzim 1935 a dokončeno bylo v roce 1937. Avie B-534 si brzy získaly velkou popularitu, k čemuž dopomohly zejména úspěchy československých letců, kterých dosáhli například na letecké soutěži v Curychu roku 1937. V roce 1938 začala být zaváděna „kanónová“ verze Bk-534, která však byla kvůli průtahům při zástavbě kanónu vyzbrojena pouze kulomety. Letouny B-534 a Bk-534 sloužily během druhé světové války v několika vzdušných silách, v jejichž službách se také zapojily do bojů.

## Vznik a vývoj

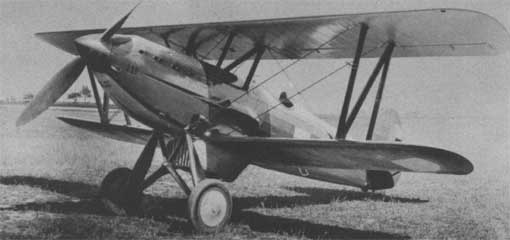
První prototyp B-534.1

Bezprostředním podnětem pro vznik tohoto stroje byla zhoršující se zahraničně-politická situace začátkem 30. let, která si vyžádala modernizaci leteckého parku. Ministerstvo národní obrany proto vyhlásilo soutěž na novou standardní stíhačku pro československé letectvo. Konstruktér František Novotný v továrně Avia navzdory neúspěchu se strojem B-34, který měl problémy s hvězdicovým motorem R-29, přepracoval konstrukci a umístil do pozměněného draku licenční motor Hispano-Suiza 12Ybrs o výkonu 860 k. Z přestavěného draku Avia B-34.2 tak vznikl první prototyp letounu Avia B-534.1.
Konstrukce továrny Avia se ukázala ve srovnání s konkurenčními stroji továren Letov a Praga jako nejlepší. Stroje oplývaly výbornou stoupavostí, manévrovatelností a i poměrně vysokou rychlostí, která se blížila k 400 km/h. Dvojplošná koncepce, pevný podvozek a otevřený kokpit však předurčovaly stroj k tomu, že mírně zaostával za nejnovějšími stroji, které v té době vznikaly v ostatních zemích. Navzdory tomu všemu se na podzim 1935 k leteckým jednotkám dostávají první sériové stroje.
Letouny B-534 byly dodávány v sériích označených římskými číslicemi. Podle některých zdrojů se jednalo o čtyři série a sérii Bk-534, jiné hovoří o pěti sériích B-534 a dvou sériích Bk-534. Kromě sérií jsou rozlišovány také čtyři verze B-534 (opět označené římskými číslicemi) a verze Bk-534. Existuje rovněž několik způsobů zápisu samotného názvu letounu: B-534, B 534 a B.534.
I. série MNO (B-534.2 až B-534.147) měla otevřenou kabinu a dva lapače vzduchu pro kompresor, umístěné pod trupem před tunelem chladiče vody a oleje. Stroje měly dřevěnou vrtuli Avia a kola bez kapot. Letouny čísel .2 až .47 byly vyzbrojeny dvojicí kulometů vzor 30 ve spodním křídle a dvěma synchronizovanými kulomety v trupu. Letouny čísel .48 až .101 už byly dodávány bez křídelních kulometů, od čísla .102 byly vyzbrojeny čtveřicí synchronizovaných kulometů instalovaných po dvou na bocích trupu. Několik exemplářů obdrželo zkušebně kovové vrtule a testovaly se ve VTLÚ v Letňanech. Stroj B-534.136 byl zkušební, dostal zakrytou kabinu s vytápěným pilotním prostorem, zkoušel se s různými vrtulemi a různě tvarovaným tunelem vodního a olejového chladiče. Zkušenosti s tímto letounem byly uplatněny u všech strojů od čísla .147 výše. Deset kusů bylo doplněno elektroinstalací pro létání za noci (.73, .74, .75, .102, .103, .104, .105, .115, .116, a .117).
II. série MNO (B-534.148 až B-534.193) se od I. série odlišovala pouze jedním kruhovým lapačem vzduchu pro kompresor, který byl umístěný za vrtulí pod přídí trupu. Několik strojů bylo opět vybráno pro zkušební zabudování elektroinstalace pro noční lety. Od čísla .174 byla montována kovová vrtule Letov Hd-43 a uzavřený vytápěný pilotní prostor podle vzoru B-534.136. Kola podvozku byla opatřena kapotami, většinou však během létání v polních podmínkách demontovanými, protože se zanášely blátem. Všechny letouny II. série byly vyzbrojeny čtyřmi synchronizovanými kulomety vždy po páru na obou bocích trupu.
III. série MNO (B-534.194 až B-534.377) měla jen jeden společný přívod vzduchu ke kompresoru, kryt kabiny, kovové vrtule a dva páry kulometů na boku trupu. Stroje měly upraveny vnitřní detaily, instalovanou radiostanici s anténou a přístrojové vybavení pro létání za noci (Bn-534).
IV. série MNO (B-534.378 až B-534.445) měla nové náběžné hrany křídel a zpevněnou kýlovou plochu. Vnějším vzhledem byly tyto Avie B-534 totožné s III. sérií. Dodávka byla ukončena až za německé okupace.

## Varianty

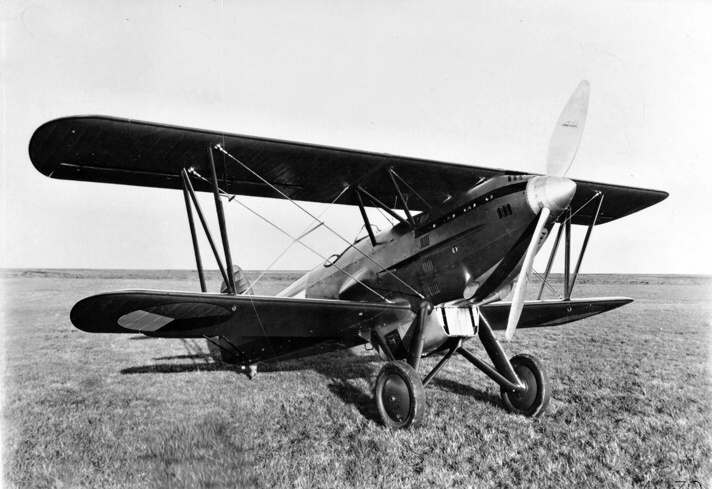
B-534 I. verze

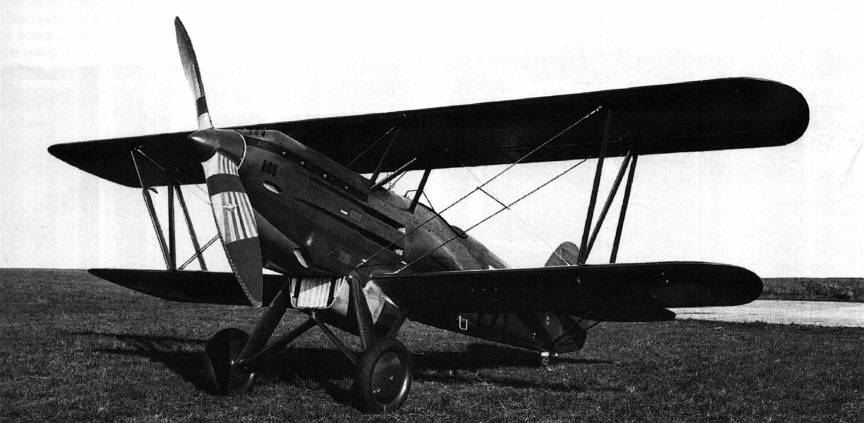
B-534 II. verze

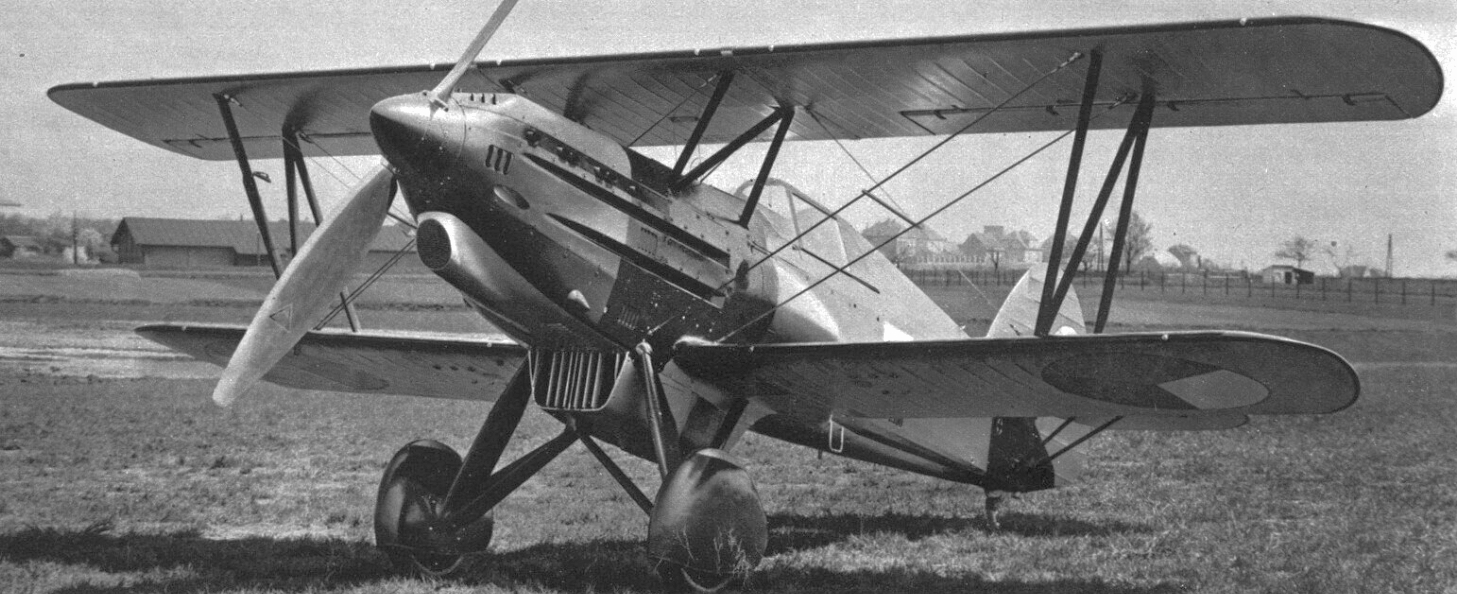
B-534 III. verze

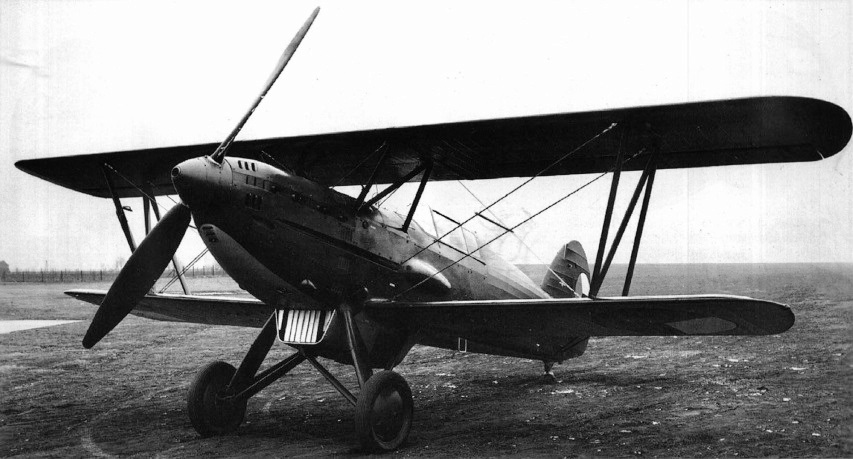
Bk-534

Změny vyplývající z nových požadavků vojenské správy továrna Avia realizovala po dodání podkladů, většinou z VTLÚ, nebo plynoucí z nově upravených technických podmínek MNO i během rozestavěné série. Tím byly dány i odchylky verze letounů v rámci téže série.
Mnohé z vojenských požadavků byly na strojích uskutečňovány dodatečně (přístrojové, rádiové a bombardovací zařízení). Letouny vyšších čísel byly místo ostruhy vybaveny kolečkem z tvrdé gumy. Dva stroje II. verze (.136 a .143) byly během roku 1938 pokusně vybaveny kapkovitým překrytem kabiny. Je pravděpodobné, že další stroje jiných verzí byly upraveny po zániku Československa.
S ohledem na modifikace letounu tedy existovaly kromě sérií také čtyři verze, všechny s pohonnou jednotkou HS 12Ydrs.

### I. verze
I. verze (B-534.2 až B-534.101) měla dva lapače vzduchu pro kompresor umístěné pod trupem před tunelem chladiče vody a oleje, dřevěné vrtule Avia, otevřený pilotní prostor a kola bez kapot. Výzbroj se skládala ze dvou synchronizovaných kulometů v trupu po jednom na každé straně.

### II. verze
II. verze (B-534.102 až B-534.147) měla instalované dva lapače vzduchu pro kompresor pod přídí za dřevěnou vrtulí Avia, otevřený pilotní prostor a kola bez kapot. Hlavňová výzbroj byla složena ze dvou kulometů na každé straně trupu.

### III. verze
III. verze (B-534.148 až B-534.173) byla vybavena jedním kruhovým lapačem vzduchu pro kompresor pod přídí za dřevěnou vrtulí Avia, otevřeným pilotním prostorem a většinou kapotovanými koly podvozku. Na obou bocích trupu bylo umístěno po dvou kulometech.

### IV. verze
IV. verze (B-534.174 až B-534.455) měla jeden lapač vzduchu pro kompresor pod přídí, kovové stavitelné vrtule Letov Hd-43, pilotní prostor uzavřený posuvným krytem a kapotovaná podvozková kola. Po bocích trupu byly vždy dva kulomety.

### Bk-534
Vyvinuta byla i nová Bk-534 s motorem HS 12Ycrs, která měla být vyzbrojena jedním 20mm kanónem Oerlikon FFS a dvěma synchronizovanými kulomety vz. 30 ráže 7,92 mm. Kanóny ale zpočátku nebyly k dispozici, takže z rozhodnutí zákazníka byly stroje první objednávky (55 kusů s výrobními čísly Bk-534.501 až .555) dodávány s třetím kulometem místo kanónu (k 16. září 1938 bylo dodáno 18 kusů, dalších 37 bylo dodáno před 15. březnem 1939; zbytek z objednaných 121 strojů Bk-534, tedy letouny do výrobního čísla Bk-534.621, byly dodány až za okupace zbytků okleštěného Československa). Poslední stroje, které sjely z výrobních linek, tedy přebírali již okupanti (ti se ostatně zmocnili prakticky všech strojů, které se nacházely ve výzbroji našeho vojenského letectva).

## Technický popis

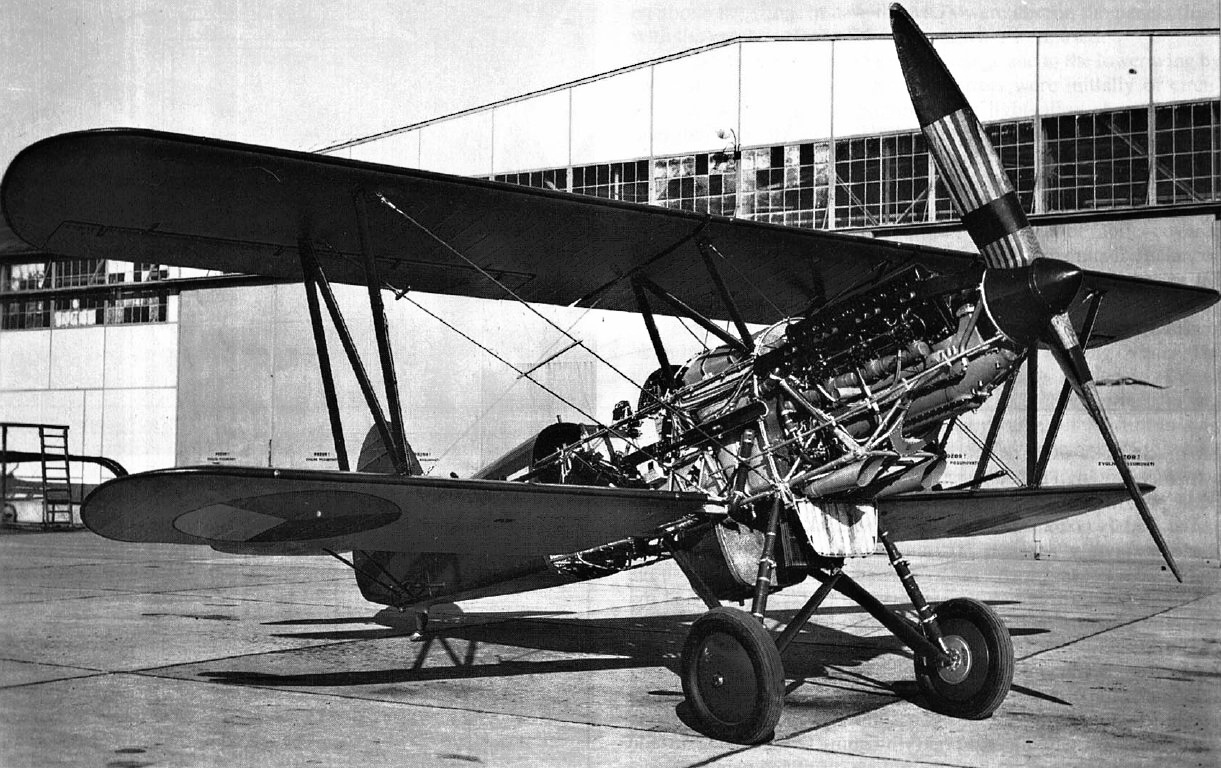
„Odstrojená“ Avia B-534 I. verze

Avia B-534 je jednomístný, jednomotorový vzpěrový dvojplošník. Kovová kostra trupu, křídel, pevných i pohyblivých ocasních ploch byla částečně potažená duralem, částečně plátnem. Příhradová konstrukce trupu byla tvořena ocelovými trubkami spojenými nýty a šrouby. Přední část trupu, v níž se nacházelo motorové lože, byla až po pilotní kabinu zakryta duralovými plechy, z nichž některé byly ke konstrukci přinýtovány, zatímco jiné byly odnímatelné. Zadní část trupu byla pokryta plátnem.
Řadový motor poháněl dvoulistou dřevěnou vrtuli, která neměla nastavitelný úhel náběhu. U strojů IV. verze a Bk-534 byla montována na zemi stavitelná kovová vrtule Letov Hd-43. Podvozek byl pevný, hlavní podvozkové nohy byly kapotované (u III. a IV. verze), ale při provozu z travnatých letišť se kryty kol obvykle nepoužívaly, protože se zanášely bahnem. Rozchod kol podvozku činil 1975 mm, pneumatiky typu Dunlop měly rozměr 800×150 mm nebo 850×150 mm. V zadní části trupu byla ostruha; počínaje strojem B-534.194 mohla být ostruha vyměněna za kolečko o rozměru 160×80 mm.

## Operační historie

### Československé letectvo

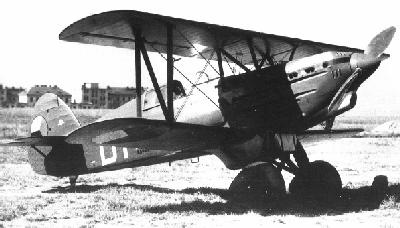
B-534 IV. verze ze stavu Letky 42

První B-534 přišly k letkám v únoru 1935. Nejdříve je převzal Letecký pluk č. 4 a následně stíhací letky Leteckého pluku č. 1, 2 a 3. Ojediněle se vyskytovaly také u bombardovacího pluku č. 5 a 6. Celkem 27 kusů B-534 vojenské letectvo zapůjčilo ČLH.
K 1. září 1938 bylo ve stavu Československého letectva 326 Avií, počty ale rychle rostly, do 16. září bylo přijato do služby 18 ks Avií Bk-534 (se 3 kulomety) a poslední B-534, ve službě k 30. září 1938 bylo tedy nejméně 380 Avií. Podpis Mnichova zpomalil jak výrobu, tak i předávání strojů letectvu, přesto bylo k 10. listopadu 1938 ve stavu už 424 Avií, z toho 54 Avií Bk-534. V březnu 1939 se ve stavu nacházelo celkem 443 Avií B-534 a Bk-534.

### Řecké královské letectvo
Jedinou zahraniční dodávkou byly dvě B-534, které v srpnu 1936 pro Řecko zakoupil soukromník George Koutarélis. Sloužily jako cvičné a v dubnu 1941 byly při útoku na letiště Argos zničeny.

### Slovenské vzdušné zbraně
Po rozpadu Československa v březnu 1939 zůstalo na Slovensku 66 standardních B-534 a 15 Bk-534 z bývalého leteckého pluku 3 „Generála-letce M. R. Štefánika“.
Křest ohněm prožily Avie B-534 během pohraničních bojů mezi nově vzniklou Slovenskou republikou a maďarskými vojsky v březnu 1939 na východním Slovensku a na Podkarpatské Rusi. Účastnily se jich 37., 38., 39., 45. z Piešťan a 49. stíhací letka ze Spišské Nové Vsi. Je ovšem nutno zdůraznit, že dodnes často opakované tvrzení o slabosti československých Avií, které se mělo údajně projevit při střetnutí s maďarskými Fiaty CR.32, se nezakládá na seriózním hodnocení; sice je skutečností, že tyto stroje utrpěly ztráty, ale to nebylo způsobeno nízkými výkony ani špatnou konstrukcí či nedostatky ve výstroji, nýbrže podmínkami při konkrétních bojových střetnutích — patrně nejčastěji uváděný případ boje z odpoledne 24. března 1939 sice skončil ztrátou dvou B-534, ale v tomto (takřka vždy záporně hodnoceném) případě kritikové zapomínají uvést, že tehdy trojice B-534 doprovázela tři stroje Š-328 — a tyto byly napadeny devíti maďarskými stíhačkami… Pochopitelně ovšem boj s přesilou 3÷9 ve prospěch útočníka by dopadl obdobně i u jakéhokoli jiného typu stíhacího letounu.[zdroj⁠?!]
Větší úspěchy zaznamenaly Avie B-534 39. a 45. letky při podpoře německého útoku na Polsko, při kterém se jejich bojová činnost soustředila zejména na ochranu střemhlavých bombardérů Ju 87 a na ochranu vlastního vzdušného prostoru.
Reorganizací SVZ, která byla dokončena počátkem roku 1940, došlo k redukci původních pěti letek B-534, z nichž byly vytvořeny tři. 11. letka v Piešťanech, 12. v Spišské Nové Vsi a 13. v Piešťanech.
13. letka byla založena 31. ledna 1940 a jejím prvním velitelem se stal npor. Ondrej Ďumbala. V rámci příprav na operaci Barbarossa byla 13. letka 19. června 1941 s celkem dvanácti B-534 a Bk-534 přesunuta z Piešťan do Spišské Nové Vsi. 25. června 1941 se přesunula na východoslovenské letiště Lyska s úkolem letecké ochrany zdejších letišť, pozorovacích letek a vykládacích prostorů pozemních jednotek. Letka 13 překročila hranice SSSR 3. července 1941, kdy dosedla na letiště Sambor. Během tohoto prvního nasazení na východní frontě vystřídala letka 13 řadu polních letišť v Haliči a na Ukrajině. Po přesunu z Rzesna do Czortkówa 12. července 1941, byla pověřena ochranným doprovodem Hs 126 letky 4.(H)/32. Spolupráce s německou letkou byla ukončena 1. srpna 1941 a 15. srpna 1941 13. letka odletěla zpět na Slovensko.
Pět pilotů letky 13 zůstalo nadále na východní frontě, kde posílili letku 12, která se na Slovensko s letouny B-534 vrátila 17. října 1941.
Během bojů na východní frontě Avie se slovenskými letci pomáhaly německé Luftwaffe mimo ochrany Štuk i jako průzkumné a pozorovací stroje. Letci 11., 12. a 13. letky vybojovali přitom 1119 soubojů a zaznamenali mnoho sestřelů, přičemž sami neutrpěli nijak zvlášť těžké ztráty.

### Luftwaffe
Němci používali početné Avie B-534 pro nejrůznější účely. Zhruba 30 strojů bylo po nezbytných úpravách zařazeno ke stíhací jednotce I./JG 71 ve Friedrichshafenu. Kolem sedmdesáti B-534 s přídavnými nádržemi bylo po určitou dobu používáno k vlekání kluzáků DFS 230 u různých Lastenseglerstaffeln, například v bojích u Děmjansku. Zajímavé byly též německé testy u Erprobungstelle Travemünde, při kterých byly tři stroje upraveny pro přistávání na letadlové lodi Graf Zeppelin. Další letouny B-534 posloužily jako cvičné.

### Bulharské královské letectvo
78 strojů předali Němci v roce 1940 přes RLM Bulharsku. Utvořily výzbroj pěti letek 2. leteckého pluku na základnách Karlovo a Vraždebna. Dne 1. srpna 1943 „zasáhlo“ 46 B-534 v bulharských barvách proti náletu amerických B-24 Liberator na Ploješť. Američtí letci se tomuto útoku údajně vyhnuli tak, že vystoupali do větší výšky, kde jim B-534 nemohly ublížit. Tato událost jasně ukázala, že dvojplošné Avie byly v té době už dávno za svým zenitem.
Po státním převratu v září 1944 se celkem 26 B-534 účastnilo bojů proti jednotkám Osy nad Bulharskem, Jugoslávií, Maďarskem a Rakouskem.

### SNP

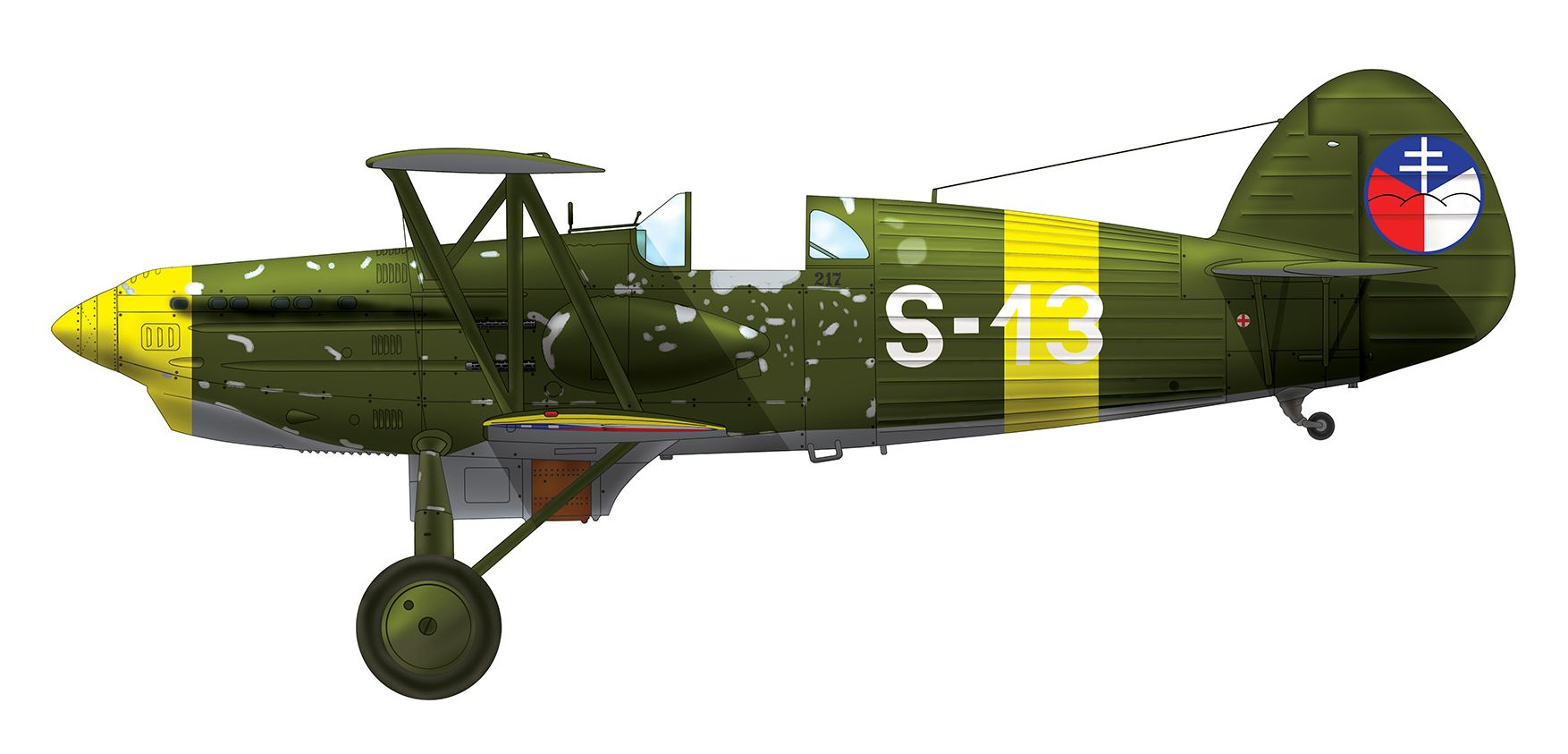
Avia B.534.217 Kombinované letky, na které František Cyprich 2. září 1944 sestřelil maďarský Junkers Ju 52/3m

Jejich nejslavnější doba však měla přijít až během Slovenského národního povstání. Trojici strojů (dva B-534 a jeden Bk-534), která se nacházela ve výzbroji tzv. kombinované letky na letišti Tri Duby, používali povstalci pro podporu pozemních jednotek a k průzkumu. V důsledku bojových ztrát, opotřebení a nakonec opuštění povstaleckého letiště byly všechny Avie zničeny.
2. září 1944 zaznamenal slovenský letec František Cyprich poslední registrovaný sestřel pomocí stíhacího dvojplošníku s pevným podvozkem, když napadl a sestřelil neozbrojený Junkers Ju 52/3m 102/1. futárszálito század maďarského letectva.
Díky útěkům slovenských letců do okolních zemí stejně jako válečné kořisti se Avie B-534 dostaly i do SSSR, Rumunska a Maďarska.

### Maďarsko
Maďarské královské letectvo užívalo jeden kus, původně pilotovaný slobodníkem Jozefem Zacharem ze 45. stíhací letky SVZ, sestřelený 24. března 1939 pozemní protivzdušnou obranou a po nouzovém přistání ukořistěný maďarskou armádou poblíž Nevické, severně od Užhorodu. Po opravě a zkouškách byl stroj zbaven výzbroje a zařazen do stavu stíhací skupiny 2/II., vybavené Fiaty CR.42, u níž na letišti Cluj-Someseni u Kluže (maďarsky Kolozsvár) sloužil jako protivník při výcviku manévrového boje. V roce 1943 byl s civilní imatrikulací HA-VAB předán univerzitnímu aeroklubu v Győru, kde byl pravděpodobně v březnu 1945 zničen ustupujícími německo-maďarskými vojsky.

## Dochované exempláře

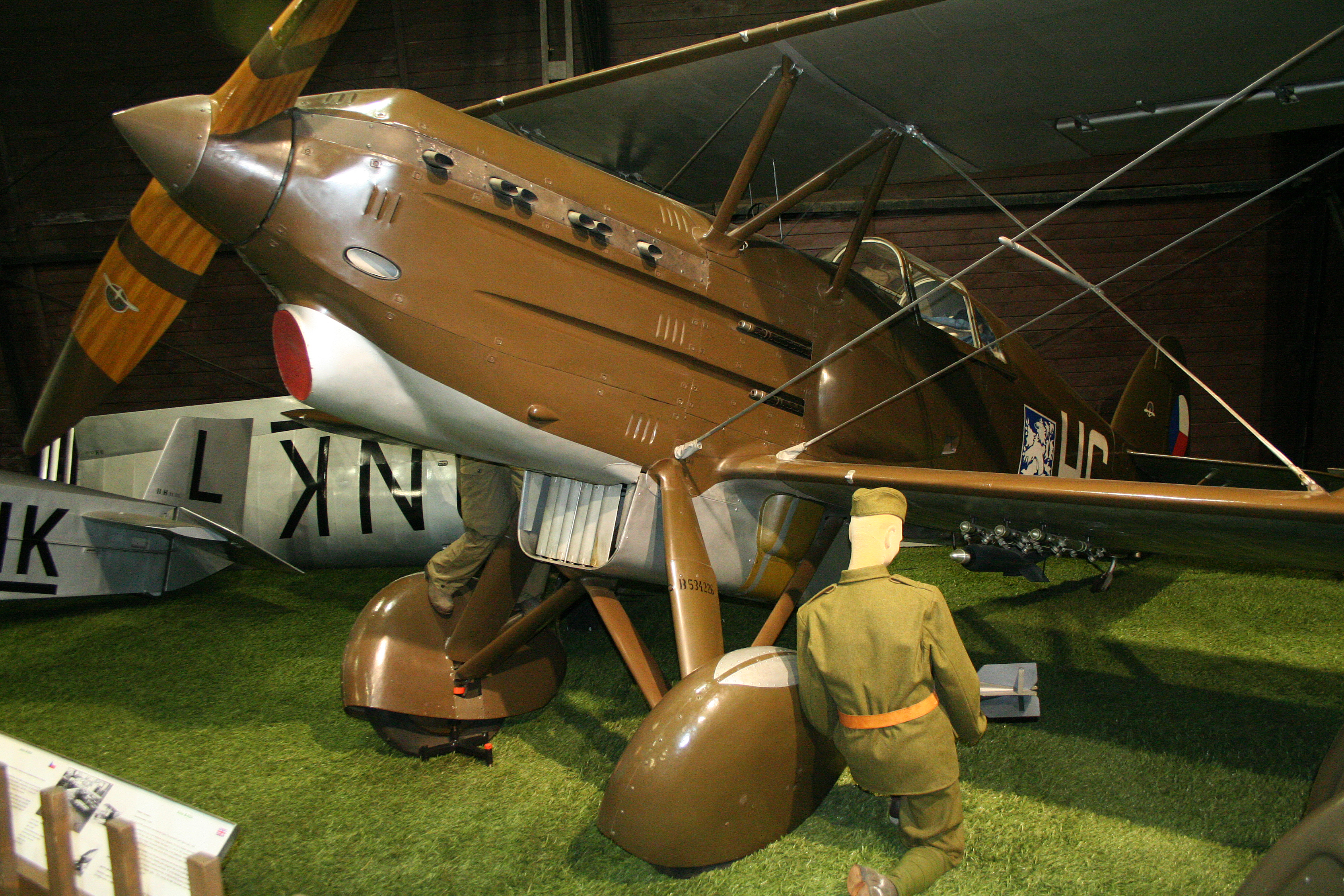
B-534 v Leteckém muzeu Kbely

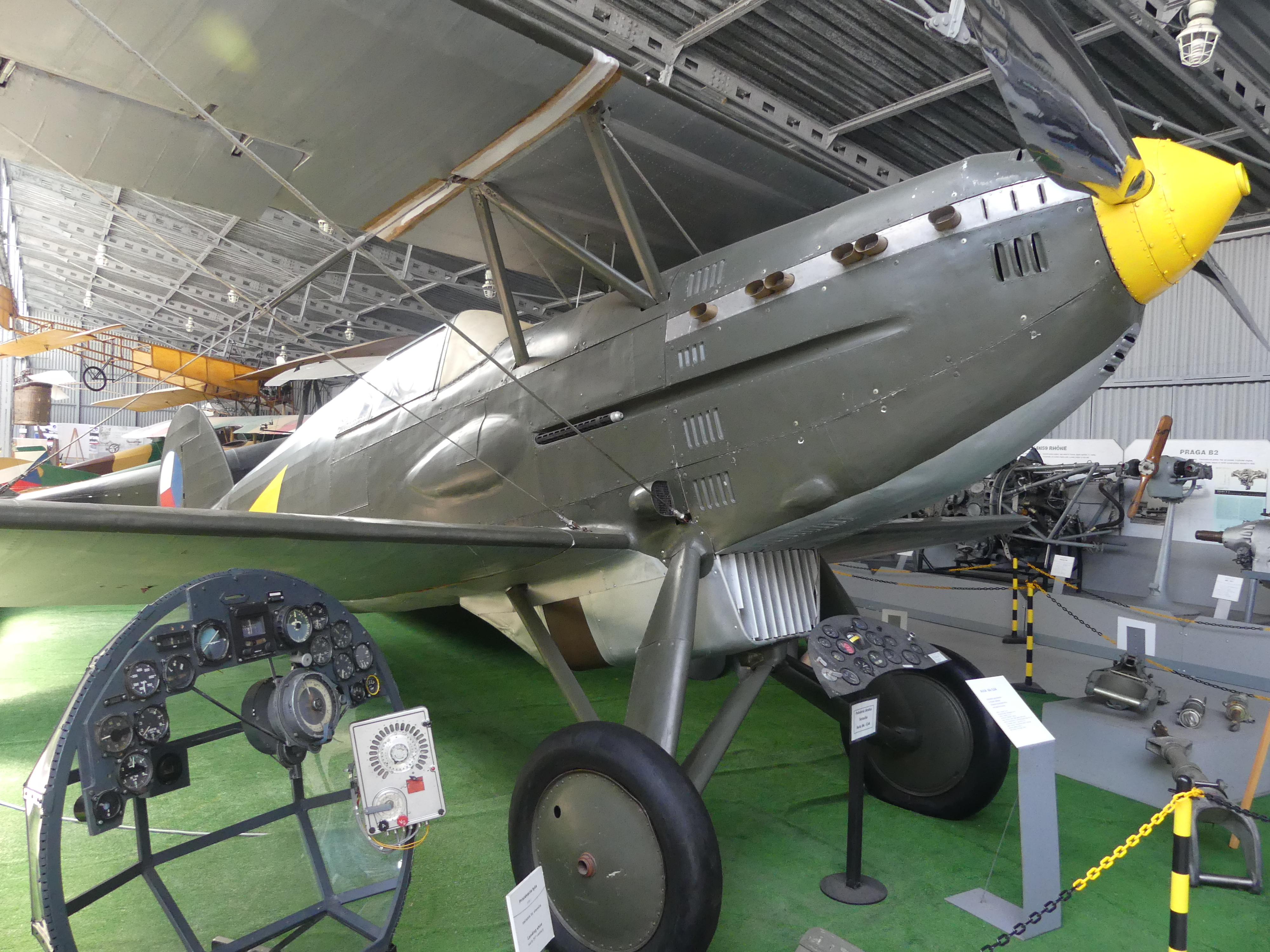
Avia Bk-534 v Muzeu letectví v Košicích.

Žádný kompletní exemplář letounu B-534 nepřežil válku, avšak dochovalo se množství částí trupu a vybavení letounu. V letech 1973–1975 byl jeden exemplář B-534 zrekonstruován ve spolupráci Leteckých opraven Trenčín a restaurátorské skupiny při aeroklubu v Trenčíně, vedené Antonem Královičem. Využito bylo množství zachovaných dílů, především podstatné části příhradové konstrukce trupu a motoru. Naopak křídla, ocasní plochy a další chybějící části byly nově vyrobeny podle původních výkresů. Původní trup nesl výrobní číslo 226, takže patřil letounu 34. letky Leteckého pluku 1. Dne 3. června 1975 byl letoun přivezen do leteckého muzea Praha-Kbely a po sestavení byl 6. června 1975 poprvé představen veřejnosti. Později byl umístěn do části expozice věnované období první republiky.
Rovněž druhá z vytvořených replik, vystavená ve slovenském leteckém muzeu v Košicích, obsahuje původní konstrukční díly.

## Specifikace (B-534)
B-534 IV. verze – tedy stroje s výzbrojí čtyř synchronizovaných kulometů v trupu, s plně zakrytou pilotní kabinou a dvoulistou kovovou na zemi stavitelnou vrtulí Letov (Hochfeld) Hd-43, jedná se o stroje výr. čísel B-534.174 až B-534.445 (část 2. a celá 3. a 4. objednávka MNO).

### Technické údaje
- Osádka: 1 (pilot)
- Rozpětí: 9,40 m
- Délka: 8,10 m
- Výška: 3,15 m
- Nosná plocha: 23,56 m²
- Plošné zatížení: 90 kg/m²

Avia B-534 IV. verze

- Hmotnost prázdného letounu: 1460 kg
- Vzletová hmotnost : 1980 kg
- Pohonná jednotka: 1× 12válcový, vidlicový motor Avia nebo ČKD HS 12Ydrs
- Výkon pohonné jednotky: 625 kW (850 k)

### Výkony
- Maximální rychlost: 380 km/h (4. provedení údajně v 1000 m až 406 km/h)
- Dolet: 600 km
- Dostup: 10 600 m
- Stoupavost: 15,0 m/s
- Poměr výkon/hmotnost: 292 W/kg

### Výzbroj
- 4 × synchronizované kulomety vz. 30 ráže 7,92 mm se zásobou 250 (max 300) nábojů na zbraň
- 6 kusů 10 kg nebo 4 ks 20 kg bomb

## Specifikace (Bk-534)

### Technické údaje
- Osádka: 1 (pilot)
- Rozpětí: 9,40 m
- Délka: 8,19 m
- Výška: 3,15 m
- Nosná plocha: 23,56 m²
- Plošné zatížení: 90 kg/m²
- Hmotnost prázdného letounu: 1631 kg
- Vzletová hmotnost : 2222 kg
- Pohonná jednotka: 1× 12válcový, vidlicový motor Avia nebo ČKD HS 12Ycrs
- Výkon pohonné jednotky: 625 kW (850 k)

### Výkony
- Maximální rychlost: 375 km/h
- Dolet: 500 km
- Dostup: 9 500 m
- Stoupavost: 15,0 m/s

### Výzbroj
- 1 × kulomet vz. 30 ráže 7,92 mm střílející dutou hřídelí vrtule
- 2 × synchronizované kulomety vz. 30 ráže 7,92 mm se zásobou 250 (max 300) nábojů na zbraň
- 6 kusů 8 kg bomb

## Uživatelé

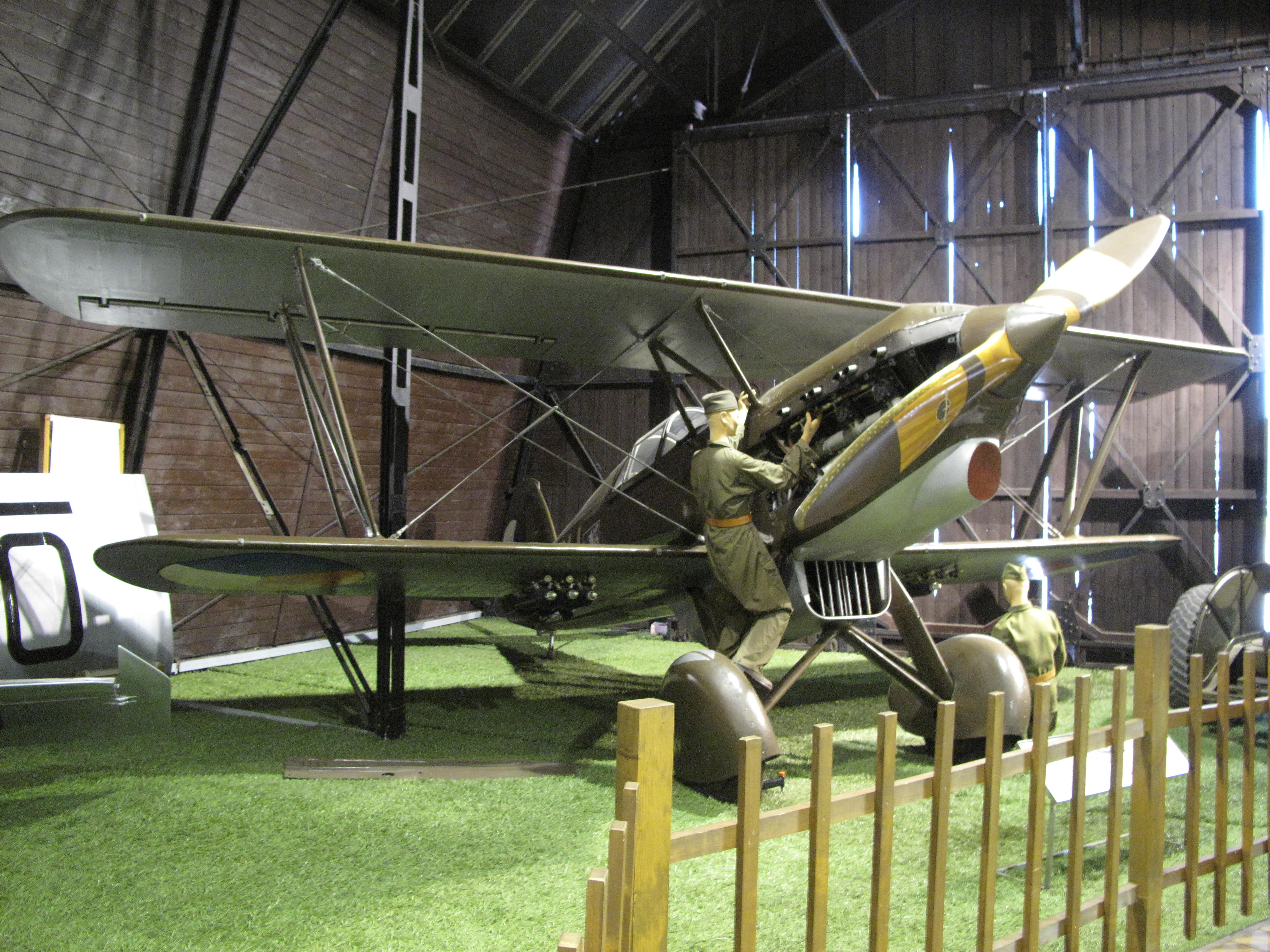
B-534 v Leteckém muzeu Kbely

- Československo
  - Československé letectvo
  - Slovenské povstalecké letectvo
- Bulharsko
  - Bulharské letectvo
- Německá říše
  - Luftwaffe
- Řecko
  - Řecké královské letectvo
- Slovensko
  - Slovenské vzdušné zbraně